# Братство кобзарів імені Остапа Вересая

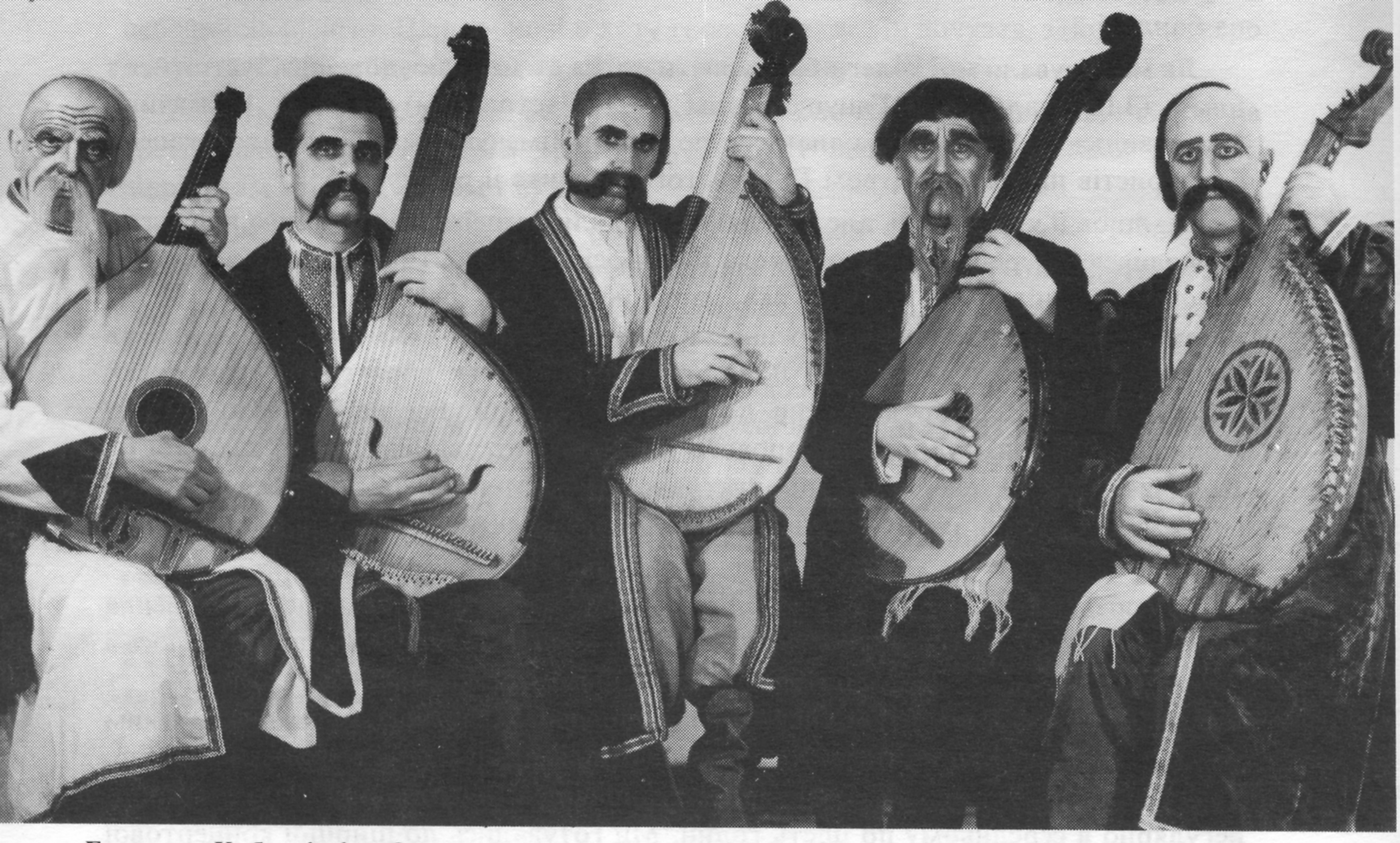
Братство кобзарів ім О. Вересая

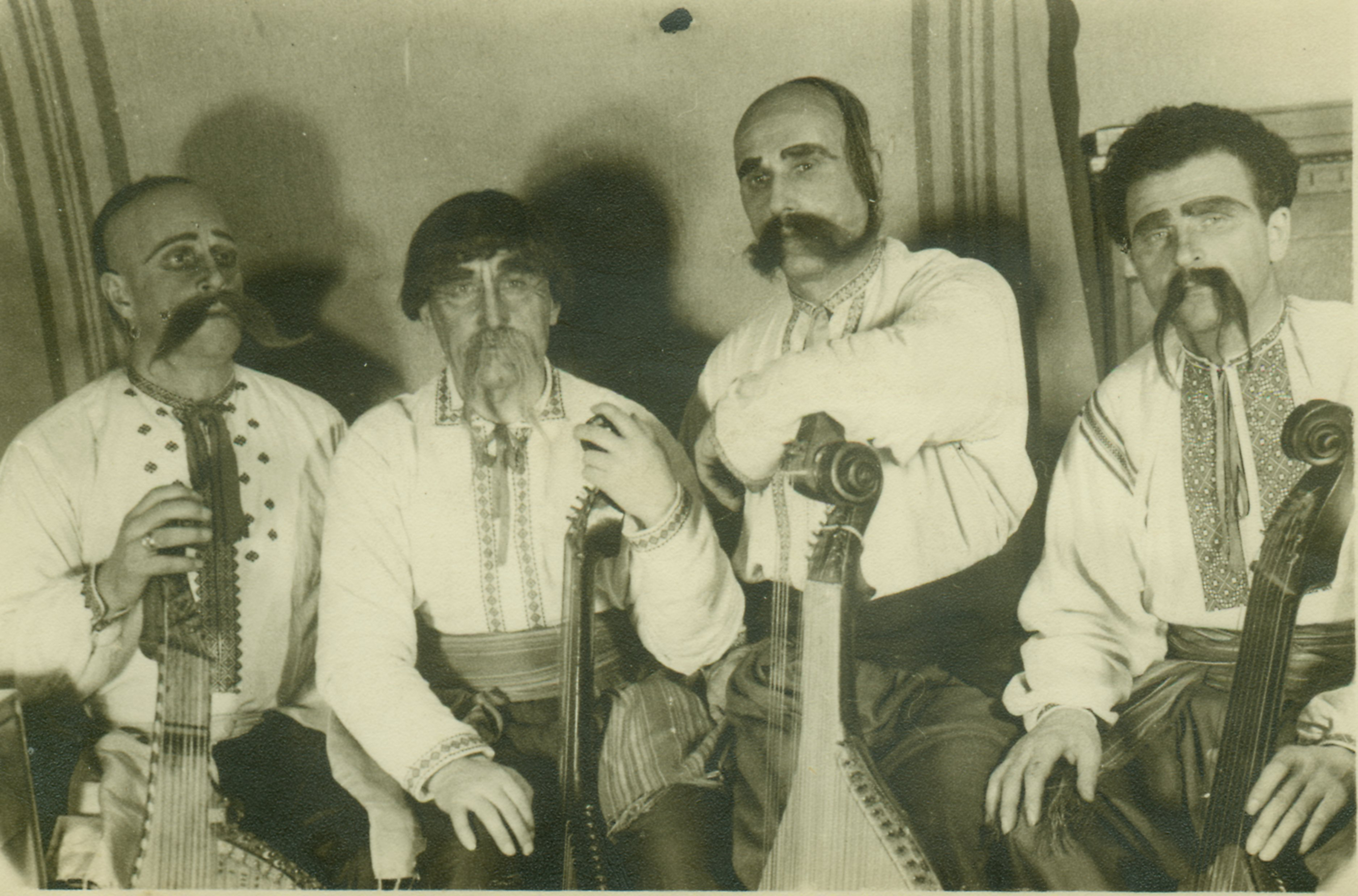
Братство кобзарів ім О. Вересая

Бра́тство кобзарі́в і́мені Оста́па Вереса́я — музичний ансамбль, створений в Німеччині 1946 року. Кобзарський ансамбль виступав по таборах ДіПі. Концертна діяльність тривала до 1948 року.

## Склад
Творчий колектив складався п'ятьох бандуристів: 
- Григорій Бажул (адміністратор),
- Леонід Гайдамака (мистецький керівник),
- Ніл Рева,
- Данило Кравченко
- В. Варченко.

Пізніше до них долучився й Володимир Юркевич. 